# Panic Motor Sport
Panic Motor Sport Limited, zuvor Panic Cars Limited, war ein britischer Hersteller von Automobilen.

## Unternehmensgeschichte
Gary Martin Schoultz (geboren 1967) gründete am 26. November 2003 das Unternehmen Panic Cars Limited in Coventry als Autowerkstatt. Joanna Schoultz (geboren 1968) war ebenfalls im Unternehmen tätig. Am 14. Januar 2004 änderte sich die Firmierung in Panic Motor Sport Limited. Sie begannen 2004 mit der Produktion von Automobilen und Kits. Der Markenname lautete Panic. Am 2. März 2005 zog das Unternehmen nach Dartford in Kent. 2006 endete die Produktion. Am 26. September 2006 wurde das Unternehmen aufgelöst. Insgesamt entstanden etwa zwei Fahrzeuge.
John Schoultz (geboren 1939) betrieb vom 19. Juni 2012 bis zum 10. Juni 2014 in Longfield in Kent ein gleichnamiges Unternehmen. Die Verbindung ist unklar.

## Fahrzeuge
Das einzige Modell war der Panic GT. Dies war ein offener Rennsportwagen mit Straßenzulassung, entworfen von Howard Drake. Ein Motorradmotor von der Suzuki Hayabusa trieb die Fahrzeuge an.